# Psilocharis pentella
Psilocharis pentella är en stekelart som beskrevs av John M. Heraty 1994. Psilocharis pentella ingår i släktet Psilocharis och familjen Eucharitidae. Inga underarter finns listade i Catalogue of Life.